# 一柳貞吉
一柳 貞吉（ひとつやなぎ さだきち、1876年（明治9年）12月15日 - 1941年（昭和16年）11月4日）は、日本の実業家・著述家。王子製紙取締役・監査役を務めるかたわら、一柳家にまつわる歴史の編纂や史跡の保護にあたった。諱として「直幹」、号として「南峰」を称している。

## 経歴
1876年（明治9年）、岐阜県大垣生まれ。父は大垣藩で藩校教授を務めていた一柳元吉（1842年 - 1919年、諱は「薫」、号「芳洲」）。実弟に、文部省社会教育局長・国民精神文化研究所所長となる関屋龍吉がいる。生家の一柳家は、江戸時代初期に伊予国西条藩主であった一柳氏の末裔にあたる。西条藩一柳家は3代藩主一柳直興の時に改易処分を受けたが、弟の一柳直照に5000石を分知しており、直照の家は大身旗本として幕末まで存続した。貞吉の家はこの旗本一柳家から分かれた系統であり、直照の子である直増の二男・増海の子孫という。
貞吉は、1899年（明治32年）に和仏法律学校（のちの法政大学）を卒業。日本鉄道会社や成田鉄道会社に勤務したのち、1904年（明治37年）に王子製紙に入社。1933年（昭和8年）時点では取締役兼文書課長の職にあるとともに、関連会社の重役を兼ねていた。
1915年頃、樺太の落合町で農場経営を行っていた「宗家」（旗本一柳家）の当主・一柳慎と同姓の縁から偶然に交流ができる。1928年（昭和3年）8月には、「年来の宿志」として豊臣秀吉に仕えた一柳直末・直盛兄弟ゆかりの箱根・山中城周辺を訪問した際、菩提を弔う寺が保護を失って荒廃していることや、祖先が建てた石碑が磨滅し、あるいは風水害で受けた被害からの復興がままならない状況を知る。以後貞吉は、一柳家ゆかりの旧跡の調査と修繕を展開、「宗家」の慎や一柳両子爵家（旧小野藩主家・旧小松藩主家）、他の一柳一族、各界の名士も巻き込み、1930年（昭和5年）には「山中城趾記念碑」を建立、1931年（昭和6年）には三島付近の直末の首塚を守護するため「一柳山正観寺」を移設する（ただし現存せず）など奔走した。山中城址は1933年（昭和8年）10月23日に史蹟指定されたが、これには史蹟指定を目指して実測図を作成するなどした貞吉の尽力があるという。
1938年（昭和13年）に王子製紙監査役、1940年（昭和15年）12月退職。
1941年（昭和16年）11月4日、脳溢血のため東京市麻布区市兵衛町（現・東京都港区六本木）の自宅で死去、66歳。
妻は嘉久子、夭折した長男の他、長女・喜和子、次男・直方、次女・千枝子、三女・静子、三男・正直があった。

## 著作
- 『芳洲遺稿』（1920年） - 芳洲と号した父の文集。
- 『増補大垣城主歴代記』（1921年） - 江戸時代後期編纂『大垣城主歴代記』について、父が試みていた増補を完成させて刊行したもの。
- 『野田達介翁小伝』（1922年） - 伯父についての小伝。達介は画を学んだあと、平田鉄胤門下で国学を学び、維新後は神職を務めたという人物。
- 『一柳家史紀要』（1933年） - 一柳家の由来や一族の広がりについて記した書籍。「附録」として一族の古跡再興関連の文章も含む。
- 『校訂一柳監物武功記』（1935年） - 『一柳家記』の異本『一柳監物武功記』に校訂を加えたもの。
- 『南紀の旅路』（1935年）
- 『南九州の旅』（1935年）
- 『琵琶湖畔と富士山麓への旅』（1935年）
- 『樺太一周』（1939年）
- 『北九州の旅』（1939年）

旅行記は、王子製紙の工場等を視察するとともに名所旧跡を訪ねた旅行記で、詩歌や写真なども載せる私家版の出版物である。